# Lista de episódios de Kanojo mo Kanojo

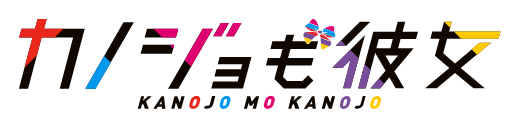
Logótipo da serie de anime

Kanojo mo Kanojo é uma série de anime baseada no mangá de mesmo nome, escrito e ilustrado por Hiroyuki. A Tezuka Productions animou a série, com Satoshi Kuwabara como diretor, Keiichirō Ōchi como roteirista e Akiko Toyoda como designer dos personagens. Miki Sakurai, Tatsuhiko Saiki e Sayaka Aoki compuseram a música da série. Ela foi ao ar de 3 de julho a 18 de setembro de 2021, no bloco de programação Animeism no MBS, TBS e BS-TBS, além da AT-X. O grupo Necry Talkie realizou a música tema de abertura da série, "Fuzaketenai ze" (ふざけてないぜ), enquanto Momo Asakura realizou a música tema de encerramento da série, "Pinky Hook" (ピンキーフック, Pinkī Fukku). A Crunchyroll licenciou a série fora da Ásia. A Muse Communication licenciou a série no sul e sudeste da Ásia e a transmitiu em seu canal no YouTube, iQIYI e Bilibili. Em 16 de março de 2023, a Crunchyroll anunciou que a série receberia uma dublagem em português.
Em 16 de setembro de 2022, foi anunciado que o anime receberia uma segunda temporada. Está sendo produzido pela SynergySP, com Takatoshi Suzuki como diretor, Kazuhiko Inukai como roterista, ao lado de Ōchi, Shouko Hagiwara como designer dos personagens, e Kanade Sakuma e Junko Nakajima compondo a música ao lado de Sakurai e Saiki. A segunda temporada foi ao ar de 7 de outubro a 23 de dezembro de 2023. Hikari Kodama realizou a música tema de abertura "Dramatic ni Koi Shitai" (ドラマチックに恋したい), enquanto que ClariS realizou a música tema de encerramento "Forira" (ふぉりら).

## Resumo da série
| Temporada | Temporada | Episódios | Episódios | Originalmente exibido | Originalmente exibido  |
| Temporada | Temporada | Episódios | Episódios | Estreia da temporada  | Final da temporada     |
| --------- | --------- | --------- | --------- | --------------------- | ---------------------- |
|           | 1         | 12        | 12        | 3 de julho de 2021    | 18 de setembro de 2021 |
|           | 2         | 12        | 12        | 7 de outubro de 2023  | 23 de dezembro de 2023 |

## Episódios

### Primeira temporada (2021)
| N.º na série | N.º na temp. | Título                                                                                                   | Dirigido por     | Escrito por     | Storyboard por                  | Exibição original      |
| ------------ | ------------ | --- | ---------------- | --------------- | ------------------------------- | ---------------------- |
| 1            | 1            | "Mesmo que não Seja o Caminho Correto" "Sore ga Tadashii Michi ja Nakutemo (それが正しい道じゃなくても)" | Masami Hata      | Keiichirō Ōchi  | Satoshi Kuwabara                | 3 de julho de 2021     |
| 2            | 2            | "Os Sentimentos de Nagisa" "Nagisa no Kimochi (渚の気持ち)"                                              | Atsuji Kaneko    | Keiichirō Ōchi  | Satoshi Kuwabara                | 10 de julho de 2021    |
| 3            | 3            | "Lugar para Três" "Sannin no Basho (三人の場所)"                                                         | Masaharu Tomoda  | Mayumi Morita   | Satoshi Kuwabara                | 17 de julho de 2021    |
| 4            | 4            | "Namorada e Namorada" "Kanojo to Kanojo (彼女と彼女)"                                                    | Kazuya Fujishiro | Kazuhiko Inukai | Satoshi Kuwabara                | 24 de julho de 2021    |
| 5            | 5            | "Agora São Três?!" "Sanninme!? (三人目！？)"                                                             | Fumio Maezono    | Keiichirō Ōchi  | Satoshi Kuwabara                | 31 de julho de 2021    |
| 6            | 6            | "A Tsun é Dere" "Tsun ga Dere (ツンがデレ)"                                                              | Masami Hata      | Keiichirō Ōchi  | Satoshi Kuwabara                | 7 de agosto de 2021    |
| 7            | 7            | "O Desafio das Namoradas" "Kanojo-tachi no Charenji (彼女たちのチャレンジ)"                              | Atsuji Kaneko    | Kazuhiko Inukai | Satoshi Kuwabara                | 14 de agosto de 2021   |
| 8            | 8            | "É Claro que se Apaixonou" "Dō Mite mo Suki (どう見ても好き)"                                            | Kōki Onoue       | Mayumi Morita   | Satoshi Kuwabara                | 21 de agosto de 2021   |
| 9            | 9            | "O Dere da Tsun Foi Exposto" "Tsun no Dere ga Bare (ツンのデレがバレ)"                                   | Shigeru Fukase   | Kazuhiko Inukai | Minami Nashida Satoshi Kuwabara | 28 de agosto de 2021   |
| 10           | 10           | "Mal Posso Esperar pelas Fontes Termais" "Onsen Tanoshimi (温泉楽しみ)"                                  | Fumio Maezono    | Mayumi Morita   | Takashi Kamei Satoshi Kuwabara  | 4 de setembro de 2021  |
| 11           | 11           | "Aquelas Coisas de Fontes Termais" "Onsen de Arigachi na Koto (温泉でありがちなこと)"                    | Yuri Uema        | Keiichirō Ōchi  | Satoshi Kuwabara                | 11 de setembro de 2021 |
| 12           | 12           | "Namorada, Namorada" "Kanojo mo Kanojo (カノジョも彼女)"                                                 | Kimiharu Muto    | Keiichirō Ōchi  | Satoshi Kuwabara                | 18 de setembro de 2021 |

### Segunda temporada (2023)
| N.º na série | N.º na temp. | Título                                                                                     | Dirigido por     | Escrito por     | Storyboard por    | Exibição original      |
| ------------ | ------------ | ------------------------------------------------------------------------------------------ | ---------------- | --------------- | ----------------- | ---------------------- |
| 13           | 1            | "Vamos lá! Rumo às Férias de Verão!!" "Ike Ike Gō Gō Natsuyasumi (いけいけゴーゴー夏休み)" | Takatoshi Suzuki | Keiichiro Ochi  | Takatoshi Suzuki  | 7 de outubro de 2023   |
| 14           | 2            | "Bem-vinda, Shino-san" "Irasshai Shino-san (いらっしゃい紫乃さん)"                         | Akira Mano       | Keiichiro Ochi  | Hitoyuki Matsui   | 14 de outubro de 2023  |
| 15           | 3            | "Recomponha-se" "Shikkari Shite (しっかりして)"                                            | Haruka Watanabe  | Keiichiro Ochi  | Takatoshi Suzuki  | 21 de outubro de 2023  |
| 16           | 4            | "Fogos de Artifício com as Namoradas" "Kanojo to Hanabi (カノジョと花火)"                  | Shuji Saito      | Kazuhiko Inukai | Yoshiaki Okumura  | 28 de outubro de 2023  |
| 17           | 5            | "Se Preparando com as Namoradas" "Kanojo to Kakugo (カノジョと覚悟)"                       | Hitoyuki Matsui  | Keiichiro Ochi  | Hitoyuki Matsui   | 4 de novembro de 2023  |
| 18           | 6            | "A Decisão das Namoradas" "Kanojo no Kakugo (カノジョの覚悟)"                              | Yoshito Hata     | Kazuhiko Inukai | Hitoyuki Matsui   | 11 de novembro de 2023 |
| 19           | 7            | "Noite com as Namoradas" "Kanojo-tachi to no Yoru (カノジョたちとの夜)"                    | Yoshiaki Okumura | Keiichirō Ōchi  | Takatoshi Suzuki  | 18 de novembro de 2023 |
| 20           | 8            | "Sentimentos Inabaláveis" "Yuzurenai Omoi (ゆずれない想い)"                                | Haruka Watanabe  | Kazuhiko Inukai | Masayoshi Nishida | 25 de novembro de 2023 |
| 21           | 9            | "Férias com as Namoradas" "Kanojo to Bakansu (カノジョとバカンス)"                         | Shūji Saitō      | Keiichirō Ōchi  | Yoshiaki Okumura  | 2 de dezembro de 2023  |
| 22           | 10           | "A Determinação Dela" "Kanojo no Ketsui (カノジョの決意)"                                  | Yoshito Hata     | Kazuhiko Inukai | Jun Hatori        | 9 de dezembro de 2023  |
| 23           | 11           | "A Decisão Dela e..." "Kanojo no Ketsui, Sorekara (カノジョの決意 それから。)"             | Yoshiaki Okumura | Keiichirō Ōchi  | Masayoshi Nishida | 16 de dezembro de 2023 |
| 24           | 12           | "A Conclusão da decisão" "Kanojo no Ketsui, Soshite (カノジョの決意 そして。)"             | Takatoshi Suzuki | Keiichirō Ōchi  | Takatoshi Suzuki  | 23 de dezembro de 2023 |